# Stand Up and Run
Stand Up and Run è un singolo del gruppo musicale canadese Billy Talent, pubblicato nel 2013 ed estratto dall'album Dead Silence.

## Tracce
- Download digitale

1. Stand Up and Run – 3:20

## Formazione
- Benjamin Kowalewicz - voce
- Ian D'Sa - chitarra
- Jonathan Gallant - basso
- Aaron Solowoniuk - batteria